# Phillips County (Colorado)
Phillips County je okres ve státě Colorado ve Spojených státech amerických. K roku 2010 zde žilo 4 480 obyvatel. Správním městem okresu je Holyoke. Celková rozloha okresu činí 1 781 km².